# Мавзолей на Гала Плацидия
Мавзолеят на Гала Плацидия (на италиански: Mausoleo di Galla Placidia) е кръстокуполна постройка, разположена недалеч от базиликата Сан Витале в гр.Равена, Италия.
Мавзолеят е построен през втората четвърт на V век и е украсен с най-старите от запазените до наши дни равенски мозайки.
През 1996 г. мавзолеят, заедно с други раннохристиянски паметници в Равена е включен в Списъка на световното културно и природно наследство на ЮНЕСКО

## История
Според преданията постройката е изградена от Гала Плацидия, дъщеря на римския император Теодосий I и Гала, внучка на Валентиниан I и Юстина, августа, майка на император Валентиниан III и като такава регентка на Западната римска империя. Предназначена е за мавзолей за нея и съпруга ѝ Констанций III.
Самата Гала Плацидия не е погребана в мавзолея. Тя умира на 27 ноември 450 г. в Рим и най-вероятно е била погребана в семейната гробница на император Теодосий I в параклиса „Сан Петронила“ в близост до катедралата „Свети Петър“ в Рим. Никой от античните историци не споменава за погребение на императрица в Равена. Намиращите се в мавзолея саркофази, за които се твърди, че са на Гала Плацидия и нейните родственици, според редица изследователи са поставени в мавзолея много по-късно. Те за първи път се споменават едва през XIV век от епископ Риналдо да Конкореджио. След XIV век вече многобройни източници споменават постройката като мавзолей на Гала Плацидия.

## Архитектура
Сградата е изградена от тухлена зидария във формата на латински кръст (по дългата ос е с дължина 12,75 м, напречната - с дължина 10,25 м). В средата се издига кубична кула, в която отвътре е вграден купол. Дългата ос е ориентирана не по линията запад-изток, както обикновено е прието в християнските храмове, а по линията север-юг. Мавзолеят има четиринадесет тесни прозорци във формата на бойници.

## Мозайки
Разклоненията на „кръста“ са покрити с цилиндрични сводове, а централното пространство е увенчано с тежък купол, без барабан. Купола, арките и люнетите са покрити с мозайки. Те се отличават с наситени цветове и следват римско-елинистичната мозаечна художествена традиция.
В центъра на полусферичния купол е разположен златен латински кръст, окръжен от златни звезди, обединени в концентрични кръгове, върху индиговосин фон, изобразяващ нощно небе. В горните люнети от двете страни на прозорците са разположени двойки изображения на осем от дванадесетте апостола. Под прозореца във всеки люнет между фигурите на апостолите са разположени изображения на чаши или фонтани, от които пият двойка гълъби. Мозайката в северния долен люнет (стената над входа) изобразява Христос - добрият пастир, заобиколен от стадо овце. В южния долен люнет е разположена мозайка на която е изобразен човек с развени бели одежди и книга в ръцете. Според тълкуватели фигурата изобразява Христос, Ангел Господен или някой от църковните отци, но най-разпространена е версията, че на мозайката е изобразен Свети Лаврентий, отиващ да приеме смъртта на горящия в центъра на композицията огън. В западното и източното разклонение на мавзолея могат да се видят още две мозайки – двойка елени, пиещи вода.
Интериорът на мавзолея включва и три саркофага от гръцки мрамор с релефни изображения с християннска тематика.